# Diplectrum conceptione
Diplectrum conceptione là một loài cá biển thuộc chi Diplectrum trong họ Cá mú. Loài này được mô tả lần đầu tiên vào năm 1828.

## Phân bố và môi trường sống
D. conceptione có phạm vi phân bố rộng rãi ở Đông Thái Bình Dương. Loài này được tìm thấy từ Ecuador, trải dài xuống Peru đến Concepcion, Chile ở phía nam. D. conceptione sống ở độ sâu khoảng từ 5 đến 80 m.

## Mô tả
D. conceptione trưởng thành có chiều dài cơ thể lớn nhất đo được là 25 cm. Đầu và lưng có màu nâu đỏ sẫm, thân màu nâu xám, trắng ở bụng. Nắp mang có một đốm đen lớn. Bên trong miệng màu vàng. Có đốm lớn màu vàng ở bên bụng và trước hậu môn. Vây hậu môn màu vàng; các vây còn lại màu nâu lục.
Số gai ở vây lưng: 10; Số tia vây mềm ở vây lưng: 12 - 13; Số gai ở vây hậu môn: 3; Số tia vây mềm ở vây hậu môn: 7; Số tia vây mềm ở vây ngực: 14 - 16; Số vảy đường bên: 53.